# Jarosław Bielski
Jarosław Bielski (ur. 17 grudnia 1957 w Łodzi) – polski aktor teatralny i filmowy, reżyser teatralny, pedagog.

## Życiorys
Absolwent Wydziału Aktorskiego Państwowej Wyższej Szkoły Teatralnej im. Ludwika Solskiego w Krakowie, gdzie był uczniem Jerzego Jarockiego i Jerzego Treli. Był także stażystą w Teatrze Laboratorium Jerzego Grotowskiego. Zadebiutował 2 marca 1978 w Wieczorze trzech króli Williama Szekspira w reżyserii Ryszarda Majora. Był związany z Teatrem Wybrzeże w Gdańsku (1978−1979) oraz Teatrem im. Stefana Jaracza w Łodzi (1983–1985), gdzie występował w spektaklach Feliksa Falka, Macieja Prusa, Stanisława Hebanowskiego, Kazimierza Kutza i Wojciecha Kępczyńskiego.
W 1984 otrzymał od Ministerstwa Kultury i Sztuki stypendium reżyserskie w Hiszpanii. Od 1985 mieszka i pracuje w Madrycie. Zrealizował ponad 30 spektakli na scenach teatrów we Francji, Szwajcarii i Belgii, ponadto wystawiane były na festiwalach w Madrycie, Antwerpii i Genewie. W latach 1997–2007 był profesorem reżyserii dramatu w Królewskiej Wyższej Szkole Sztuki Dramatycznej w Madrycie. W 1989 wraz z Socorro Anadón założył Compañía de Teatro Nuevo - Réplika, która w 1997 przekształciła się w Akademię Sztuki Aktorskiej i działa jako uczelnia artystyczna oraz zespół teatralny. We wrześniu 2003 zainaugurował w Madrycie swój własny Teatr Réplika premierą Kwartetu dla czterech aktorów Bogusława Schaeffera. Wyreżyserował także Czekając na Godota Samuela Becketta oraz Hamleta Williama Szekspira, który został zaprezentowany na XII Festiwalu Szekspirowskim w Gdańsku.
W 2017 na scenie Teatru Miejskiego w Lesznie wyreżyserował Ślub Witolda Gombrowicza, który brał udział w IV edycji Konkursu na Inscenizację Dawnych Dzieł Literatury Polskiej „Klasyka Żywa”. W 2018, z okazji Międzynarodowego Dnia Teatru, został laureatem Nagrody Sekcji Krytyków Teatralnych Polskiego Ośrodka Międzynarodowego Instytutu Teatralnego za popularyzację polskiej kultury teatralnej na świecie.

## Nagrody
- Nagroda Sekcji Krytyków Teatralnych PO ITI 2018: za popularyzację polskiego teatru na świecie